# Marisa Vernati
Pour les articles homonymes, voir Vernati.
Marisa Vernati, née le 21 juin 1920 à Rome dans la région du Latium et morte le 1er février 1988 dans la même ville, est une actrice, animatrice de radio et de télévision et chanteuse italienne.

## Biographie
Nièce de la cantatrice Luisa Tetrazzini, Marisa Vernati naît à Rome en 1920. Avec l’aide de sa tante, elle fait ses débuts dans le monde du spectacle. Au cinéma, elle commence comme actrice par un rôle de figuration dans la comédie Sono stato io! de Raffaello Matarazzo puis par un second rôle dans une autre comédie, Voglio vivere con Letizia de Camillo Mastrocinque, aux côtés d’Assia Noris et de Gino Cervi.
En 1940, elle est l’une des sœurs Weber dans le film historique Melodie eterne de Carmine Gallone consacré au compositeur autrichien Wolfgang Amadeus Mozart et à sa femme Constance Mozart. Dans la comédie Le signorine della villa accanto de Gian Paolo Rosmino, elle incarne une chanteuse de salon. Parmi d’autres apparitions au cinéma, elle joue notamment dans les comédies Colpi di timone de Gennaro Righelli, Au diable la misère (Abbasso la miseria!) de Gennaro Righelli et In due si soffre meglio de Nunzio Malasomma.
Elle tourne également dans plusieurs revues à succès en Italie au cours des années 1940, notamment pour les directeurs Nino Taranto, Tino Scotti et Fanfulla.
En 1947, elle épouse un médecin iranien puis déménage en Turquie. À son retour en Italie au début des années 1950, elle reprend sa carrière d’actrice, sans réel succès. Elle devient alors présentatrice pour la radio et la télévision et continue d’exercer au théâtre, avant de se retirer du monde du spectacle dans le milieu des années 1950.
Elle décède dans sa ville natale en 1988 à l’âge de 67 ans.

## Filmographie

### Au cinéma
- 1937 : Sono stato io! de Raffaello Matarazzo
- 1937 : Voglio vivere con Letizia de Camillo Mastrocinque
- 1938 : Crispino e la comare de Vincenzo Sorelli
- 1938 : Partire d'Amleto Palermi
- 1940 : Melodie eterne de Carmine Gallone
- 1942 : Le signorine della villa accanto de Gian Paolo Rosmino
- 1942 : Perdizione de Carlo Campogalliani
- 1942 : Colpi di timone de Gennaro Righelli
- 1943 : In due si soffre meglio de Nunzio Malasomma
- 1943 : Il ponte sull'infinito d'Alberto Doria
- 1943 : Sogno d'amore de Ferdinando Maria Poggioli
- 1944 : Vietato ai minorenni de Mario Massa
- 1945 : Au diable la misère (Abbasso la miseria!) de Gennaro Righelli
- 1947 : Cronaca nera de Giorgio Bianchi
- 1947 : L'atleta di cristallo d'William Bird
- 1950 : Miss Italie (Miss Italia) de Duilio Coletti
- 1952 : Le Carrosse d'or de Jean Renoir
- 1954 : Papà Pacifico de Guido Brignone
- 1954 : Peppino e la vecchia signora d'Emma Gramatica et Piero Ballerini

## Source
- Roberto Poppi et Enrico Lancia, Le attrici, Rome, Gremesse, 2003 (ISBN 88-8440-214-X).